# Âmes aux enchères
Pour plus de détails, voir Fiche technique et Distribution.
Âmes aux enchères (de l’anglais Auction of Souls, en arménien Հոգիների աճուրդ) est le premier film tourné sur le génocide des Arméniens. Son réalisateur est Oscar Apfel. Ce film a été projeté pour la première fois le 16 février 1919 à l'hôtel Plaza, à New York. 
Il est basé sur la mémoire documentaire L’Arménie violée d’Aurora Mardiganian, originaire de Tchmechkatsag. Elle s’impose comme actrice de premier plan. 

## Projection
Ce film a été montré pour la première fois grâce au mécénat des membres du comité américain d’aide arméno-syrien, Oliver Harriman et George Wanderbildt. Près de 7 000 célébrités de New York ont assisté à sa projection, le ticket coûtant 10 dollars. Dans les grandes villes telles que sont New York, San Francisco, Los Angeles, etc., avant chaque première des rencontres ont été organisées entre l’élite et Aurora Mardiganian.
Au total, le film a été projeté dans les grandes villes de vingt-trois États américains, dans quelques pays de l’Amérique latine mais aussi à Cuba. Le film a eu un succès exclusif partout. Il a été transporté en Grande-Bretagne en décembre 1919 et a subi une censure d’État.
Après de longs pourparlers et avec l’avis de Scotland Yard, il a été diffusé le 20 janvier 1920, au Royal Albert Hall trois semaines de suite et a ensuite été suspendu. Après la seconde censure, quatre scènes ont été coupées et il a été projeté à nouveau. Un peu plus tard, sa projection a été définitivement arrêtée. Au début des années 1920, dans les librairies américaines mais aussi britanniques, le livre L'Arménie violée subit une censure et est interdit. En outre, les pages contenant des actes de barbarie de la part d'officiers allemands sont réécrites.
Il a été diffusé à Paris Salle Gaveau le 11 décembre 1919 sous le patronage de la duchesse de Rohan.

## Faits sur le film
Pendent plus de 80 ans, les historiens du cinéma ont recherché les neuf bandes du film Âmes aux enchères mais sans succès. On suppose que ces bandes rares à base de nitrate ont coulé avec le navire naufragé en direction du port de Batoumi. Selon une autre version, elles ont été volées et détruites à Batoumi. La version totale de la bande d’une durée de 85 minutes n’a malheureusement pas été conservée et ce n’est qu’en 1994 que l'Argentin d’origine arménienne Eduard Gosalian a découvert un extrait de cette bande, dont un exemplaire est conservé au fonds du Musée-Institut du génocide arménien.

## Distribution
La distribution du film était la suivante :
- Aurora Mardiganian dans son propre rôle ;
- Irving Cummings : Andranik ;
- Anna Q. Nilsson : Edith Graham ;
- Henry Morgenthau senior dans son propre rôle ;
- Lillian West ;
- Eugenie Besserer ;
- Frank Clark ;
- Howard Davies ;
- Hector Dion ;
- Miles McCarthy.